# Cedrov gozd
Cedrov gozd je bilo veličastno kraljestvo bogov v mezopotamski mitologiji, ki ga je varoval polbog Humbaba. Nekoč je v gozd vstopil junak Gilgameš,  ki si je med iskanjem slave drznil posekati drevesa deviških nasadov.
Cedrov gozd je opisan v tablicah 4-6 obsežnega  Epa o Gilgamešu. Starejše sumerske različice epa pravijo, da je Gilgameš potoval  do cedrovega gozda na vzhod, verjetno v iranske gore Zagros.  Kasnejše obsežnejše babilonske različice epa postavljajo cedrove gozdove na zahod v Libanon.

## Ep o Gilgamešu

### Tablica 4
Tablica 4 pripoveduje zgodbo o poti v Cedrov gozd. Gilgameš vsak dan šestdnevnega potovanja moli k Šamašu. Šamaš mu v odgovor na molitve pošilja preroške sanje. Prve  niso ohranjene, v drugih pa Gilgameš sanja, da se bori z velikim bikom, ki z dihom zazkolje zemljo. Sanje mu razloži Engidu, ki pravi,  da bo bik (Šamaš) zaščitil Gilgameša. V tretjih sanjah Gilgameš sanja:
Nebo je zarjovelo z grmenjem in zemlja se je dvignila.
Nato je prišla tema in smrtna tišina.
Strele so razbile zemljo in požari so zagoreli.
Smrt je pridrla z neba.
Ko je vročina zamrla in požari ugasnili,
so se ravnice spremenile v pepel.
Engidujeva razlaga tretjih sanj manjka. Manjkajo tudi četrte sanje, Engidujeva razlaga pa pravi, da sanje napovedujejo Gilgameševo zmago v  prihajajoči bitki. Pete sanje manjkajo. 
Na vhodu v Cedrov gozd se začne Gilgameš tresti od strahu, moli k Šamašu in ga opomni, da je Ninsuni obljubil, da bo na varnem. Šamaš  pokliče iz nebes in mu ukaže, naj vstopi v gozd, ker Humbaba ni oblečen v vse svoje oklepe. Demon Humbaba je nosil sedem oklepov, zdaj pa je imel oblečenega le v enega in bil zato še posebej ranljiv. Engidu izgubi pogum in se obrne, Gilgameš pa se vrže nanj in začne se velik spopad. Ko njun spopad zasliši Humbaba, pride iz Cedrovega gozda, da bi izzval vsiljivca. Tu velik del tablice manjka. Na enem od ohranjenih delov Gilgameš prepriča Engiduja, naj stopita skupaj proti demonu.

### Tablica 5
Gilgameš in Engidu vstopita v prečudovit Cedrov gozd in začneta sekati drevesa. Ko to zasliši Humbaba zarjove nanju in ju posvari. Engidu mu zakriči, da sta onadva skupaj mnogo močnejša od njega,  Humbaba pa, ki ve, da je Gilgameš kralj, kralja zasmehuje, ker ni pripeljal koga boljšega od Engiduja. Obraz spremeni v strašno masko in začne groziti dvojici. Gilgameš steče stran in se skrije, Engidu pa kriči nanj in ga navdihuje s pogumom. Gilgameš se neha skrivati in začne se njuna epska bitka s Humbabo. V bitko se vmeša Šamaš in pomaga junakoma premagati demona. Humbaba na kolenih in z mečem v grlu prosi za življenje in Gilgamešu ponudi zanj vsa drevesa v gozdu in svojo večno služnost. Medtem ko Gilgameš razmišlja o ponudbi, se vmeša Engidu in Gilgamešu reče, naj Humbabo ubije, preden pride kateri od bogov in mu to prepreči. Če ubije Humbabo, bo za vse prihodnje čase dosegel veliko slavo. Gilgameš z velikim zamahom meča odseka Humbabi glavo. Humbaba tik  pred smrtjo prikliče na Gilgameša in Engiduje prekletstvo: "Od vaju dveh naj Engidu ne živi več dolgo  in naj ne najde miru na tem svetu!" Engidu kmalu zatem zboli in umre. 
Gilgameš in Engidu posekata cedrov gozd in iz največjih dreves izdelata velika cedrova vrata v Nipurju. Iz drevesa  iztešeta čoln in odplujeta po Evfratu navzdol do svojega mesta.

### Tablica 6
Po teh dogodkih Gilgameš, njegova slava in njegov bleščeč videz v bogatih oblačilih pritegnejo čutno pozornost boginje Ištar, ki pride k njemu in se ponudi, da postane njegova ljubica. Gilgameš zavrne njeno ponudbo, našteva vse njene umrljive ljubimce in opisuje strašne usode, ki so jih doletele  v njenih rokah. Globoko užaljena Ištar se vrne v nebesa in prosi svojega očeta, boga neba Anuja, naj ji posodi nebeškega bika, da se maščuje nad Gilgamešem in njegovim mestom:
Oče, pusti mi nebeškega bika,
da ubije Gilgameša in njegovo mesto.
Kajti če mi ne daš nebeškega bika,
bom sama vrgla s tečajev  vrata pekla,
zdrobila podboje in sploščila vrata
in izpustila mrtve, da odidejo
in mrtvi tavajo po zemlji
in jedo žive.
Smrt bo uničila vse živo.

## Sklic
1. ↑  Susan Sherratt, John Bennett. Archaeology and the Homeric Epic.  Oxbow Books, 2017. str. 127.